# Orozimbo
Orozimbo, właśc. Orozimbo dos Santos (ur. 22 lipca 1911 w Ribeirão Preto, zm. ?) – piłkarz brazylijski grający na pozycji pomocnika.

## Kariera klubowa
Orozimbo występował w Fluminense FC, São Paulo FC i São Paulo Railway. Z Fluminense trzykrotnie zdobył mistrzostwo stanu Rio de Janeiro – Campeonato Carioca w 1936, 1937 i 1938. Ogółem w barwach Fluminense wystąpił w 138 meczach i strzelił 4 bramki.

## Kariera reprezentacyjna
W oficjalnej reprezentacji Brazylii Orozimbo zadebiutował 24 lutego 1935 w wygranym 2-1 meczu z klubem River Plate. Był to jego jedyny występ w reprezentacji.